# Okan Alkan
Okan Alkan (* 1. Oktober 1992 in Kızıltepe) ist ein türkischer Fußballspieler, der bei Adana Demirspor unter Vertrag steht. Er spielt als rechter Außenverteidiger.

## Karriere

### Verein
Alkan begann mit dem Fußballspielen in der Fenerbahce-Fußballschule in Mardin. Sein erstes Spiel in der A-Mannschaft bestritt er am 29. August 2010 gegen Manisaspor, in der Süper Lig. Nach diesem Spiel wurde sein Vertrag um fünf Jahre verlängert.
Zur Saison wurde er als Teilgegenleistung im Transfer von Salih Uçan an den Zweitligisten Bucaspor abgegeben.
Im Sommer 2014 wechselte er zum Süper-Lig-Aufsteiger Balıkesirspor.

### Nationalmannschaft
Alkan spielte ab der türkischen U-15 bis zur U-19 in allen türkischen Jugendnationalmannschaften. 2009 nahm er mit der türkischen U-17-Auswahl an der U-17-Fußball-Weltmeisterschaft 2009 teil und erreichte mit seiner Mannschaft das Viertelfinale. 
Mit der U-19 nahm er an der U-19-Fußball-Europameisterschaft 2011 teil, schied jedoch bereits in der Gruppenphase mit seiner Mannschaft aus dem Turnier aus.

## Erfolge
Türkische U-17-Nationalmannschaft
- Teilnahme an der U-17-Fußball-Weltmeisterschaft: 2009

Türkische U-19-Nationalmannschaft
- Teilnahme an der U-19-Fußball-Europameisterschaft: 2011